# Talstelsel
Een talstelsel, getallenstelsel of getallensysteem is een wiskundig systeem om getallen voor te stellen. Oorspronkelijk was een talstelsel een systeem om te tellen. Omdat tellen het opnoemen van (natuurlijke) getallen inhoudt, kwam vanzelf de manier van noteren van die getallen aan de orde. Zo zijn er talstelsels als het binaire stelsel en het daarmee verwante octale en hexadecimale stelsel, die slechts bedoeld zijn om getallen voor te stellen. Andere talstelsels, zoals het twaalftallig stelsel en het sexagesimale stelsel, die oorspronkelijk positiestelsels waren, fungeren nu nog slechts als telsysteem. Hoewel turven goedbeschouwd ook als een getalrepresentatie gezien kan worden, is het toch primair een manier van tellen. Andere stelsels, zoals het decimale talstelsel, kunnen gezien worden in beide betekenissen.

## Getalrepresentatie
Speciale talstelsels voor het voorstellen van getallen vormen de zogenaamde positiestelsels op basis van een gekozen grondtal waarin een getal wordt voorgesteld als een rij cijfers. Onze gebruikelijke manier van noteren van getallen, het decimale stelsel, is zo'n positiestelsel met het grondtal tien.
Vergelijk bijvoorbeeld de getallen 15 en 51. Beide bestaan uit dezelfde symbolen, maar hebben een andere betekenis. In het eerste getal staat het symbool '5' voor de waarde vijf, in het tweede getal staat hetzelfde symbool voor de waarde vijftig, doordat zijn positie anders is.
Een voorbeeld van een niet-positioneel systeem vormen de Romeinse cijfers. In de getallen IV (4) en VI (6) heeft het symbool V ongeacht de positie de waarde 5.
Typische talstelsels die ook als telsysteem fungeren zijn het duodecimale stelsel gebaseerd op het getal 12 en het sexagesimale stelsel gebaseerd op het getal 60. Van het eerste systeem dat gedeeltelijk nog lang als telsysteem gebruikt werd in Engeland, vinden we nog resten in de begrippen dozijn en gros, en van het tweede in onze tijdrekening, geografische coördinaten en hoekmeting.
Een mengvorm van een positioneel en een niet-positioneel systeem zijn de Mayacijfers. De Maya gebruikten een soort symbolen voor de getallen 0 t/m 19, die in een positiestelsel gebruikt werden. Met uitzondering van het symbool voor nul (een schelp), zijn alle symbolen zelf echter weer opgebouwd uit twee symbolen: een punt en een streep. De symbolen vormen een additief stelsel, waarin de punt en de streep respectievelijk de waarde een en vijf vertegenwoordigen.